# 基斯特鎮區 (明尼蘇達州)
基斯特鎮區（英語：Kiester Township）是位於美國明尼蘇達州法里博縣的一個行政鎮區。

## 地方資料
基斯特鎮區的面積為92.56平方千米，當中陸地面積為92.48平方千米，而水域面積為0.08平方千米。根據2020年美國人口普查的數據，當地共有人口211人，而人口密度為每平方千米2.28人。